# Copa Europeia/Sul-Americana de 1993
A Copa Europeia/Sul-Americana de 1993, também conhecida como Copa Toyota e Copa Intercontinental, foi a 32.ª edição da competição, disputada em jogo único na cidade de Tóquio, no Japão, em 12 de dezembro de 1993. O confronto envolveu o São Paulo, do Brasil, campeão da Taça Libertadores da América, e o Milan, da Itália, vice-campeão da Liga dos Campeões, que substituiu o Olympique de Marselha, da França, suspenso pela UEFA por um escândalo de compra de árbitros no Campeonato Francês.
Comentando a final intercontinental entre São Paulo e Milan, o jornal espanhol El Mundo Deportivo comentou que seria uma final histórica, independentemente do resultado: se o São Paulo vencesse, igualar-se-ia ao mítico Santos de Pelé, com duas conquistas intercontinentais e de Libertadores; se o Milan vencesse, tornar-se-ia o primeiro clube tetracampeão da competição, com o jornal espanhol adicionando que era uma competição cada vez mais comercializada e afastada do interesse do futebol europeu.
O São Paulo unifica em seu site, na aba "Títulos", as conquistas da Copa Intercontinental e da Copa do Mundo de Clubes da FIFA sob a mesma rubrica, "Mundial Interclubes". O Tricolor Paulista também traz textos relembrando a conquista da Copa Intercontinental de 1993, considerando-se bicampeão mundial naquele ano. Em 27 de outubro de 2017, após uma reunião realizada na Índia, o Conselho da FIFA reconheceu os vencedores da Copa Intercontinental como campeões mundiais.

## Equipes classificadas
| Confederação | Equipe    | Classificação                                         | Participação |
| ------------ | --------- | ----------------------------------------------------- | ------------ |
| CONMEBOL     | São Paulo | Campeão da Copa Libertadores da América de 1993       | 2ª           |
| UEFA         | Milan     | Vice-campeão da Liga dos Campeões da UEFA de 1992–93* | 5ª           |

*OBS: Em 1993, o Olympique de Marseille campeão da Liga dos Campeões da UEFA de 1992–93 foi punido pela FIFA por conta de um esquema de manipulação de resultados no Campeonato Francês. Com isso, coube ao vice-campeão europeu (Milan) disputar o certame.
|  | A Classificação      | A Classificação      | A Classificação | A Classificação | A Classificação |   |        | Copa Intercontinental | Copa Intercontinental | Copa Intercontinental | Copa Intercontinental | Copa Intercontinental |
|  |                      |                      |                 |                 |                 |   |        |                       |                       |                       |                       |                       |
|  | Olympique            | Olympique            | 1               | -               | -               |   |        |                       |                       |                       |                       |                       |
|  | Milan                | Milan                | 0               | -               | -               |   |        |                       |                       |                       |                       |                       |
|  |                      |                      |                 |                 |                 |   | Milan* | Milan*                | 2                     | -                     | -                     |                       |
|  |                      | São Paulo            | São Paulo       | 3               | -               | - |        |                       |                       |                       |                       |                       |
|  | São Paulo            | São Paulo            | 5               | 0               | -               |   |        |                       |                       |                       |                       |                       |
|  | Universidad Católica | Universidad Católica | 1               | 2               | -               |   |        |                       |                       |                       |                       |                       |

## A partida
A Copa Europeia/Sul-Americana de 1993 foi decidida entre o São Paulo Futebol Clube e a Associazione Calcio Milan. A equipe italiana começou a partida tendo maior domínio do jogo, mas acabou levando o primeiro gol. O lateral Cafu escapou pela direita e cruzou rasteiro para Palhinha, que tocou a bola para o fundo do gol de Rossi, aos dezenove minutos de jogo. Com o resultado adverso, a equipe milanesa passou a pressionar.
O São Paulo conseguiu segurar o time italiano na primeira etapa, mas, aos três minutos do segundo tempo, sofreu o empate, com gol do atacante Massaro. O Milan saiu para buscar a vitória e, mesmo sendo dono de uma das melhores defesas da época, não conseguiu conter o ataque são-paulino.
Aos catorze minutos, Leonardo avançou pela esquerda e tocou para Toninho Cerezo desviar e colocar o São Paulo novamente à frente. A equipe brasileira conseguia conter o ímpeto italiano, mas, aos 36 minutos, o Milan alcançou novamente a igualdade no placar: o francês Papin, de cabeça, deixou tudo igual.
O jogo parecia caminhar para a prorrogação, mas, aos 41 minutos, o atacante Müller recebeu lançamento de Toninho Cerezo e, na confusão do goleiro Rossi com o defensor italiano Franco Baresi, a bola bateu no calcanhar do atacante são-paulino, que só teve tempo de se virar e ver a bola caminhando rumo às redes. Após marcar o gol, Müller se voltou para o zagueiro italiano Alessandro Costacurta, que o marcara ao longo da partida, e extravasou sua frustração xingando-o: Questo gol è per te, buffone! ("Este gol é para você, palhaço!", em italiano).
Com o terceiro gol, o time brasileiro, comandado por Telê Santana, conquistava o bicampeonato intercontinental.

## Final
| 12 de dezembro de 1993 | Milan                   | 2 – 3  | São Paulo                                      | Estádio Nacional , Tóquio, Japão      |
|                        | Massaro 48' · Papin 81' | Report | Palhinha 19' · Toninho Cerezo 59' · Müller 88' | Público: 52 275 Árbitro: Joël Quiniou |

| Milan | São Paulo |

|               |    |                       |     |
|               |    |                       |     |
| G             | 1  | Sebastiano Rossi      |     |
| LD            | 2  | Christian Panucci     |     |
| Z             | 6  | Franco Baresi         |     |
| Z             | 4  | Alessandro Costacurta |     |
| LE            | 3  | Paolo Maldini         |     |
| V             | 8  | Marcel Desailly       |     |
| V             | 5  | Demetrio Albertini    | 79' |
| M             | 7  | Roberto Donadoni      |     |
| M             | 11 | Daniele Massaro       |     |
| A             | 10 | Jean-Pierre Papin     |     |
| A             | 9  | Florin Răducioiu      | 79' |
| Substitutos:  |    |                       |     |
| V             | 13 | Alessandro Orlando    | 79' |
| Z             | 14 | Mauro Tassotti        | 79' |
| Treinador:    |    |                       |     |
| Fabio Capello |    |                       |     |

|              |    |                  |     |
|              |    |                  |     |
| G            | 1  | Zetti            |     |
| LD           | 2  | Cafu             |     |
| Z            | 4  | Ronaldão         |     |
| Z            | 3  | Válber           |     |
| LE           | 6  | André Luiz       |     |
| V            | 5  | Doriva           |     |
| V            | 8  | Dinho            |     |
| M            | 11 | Toninho Cerezo   |     |
| M            | 10 | Leonardo         |     |
| A            | 9  | Palhinha         | 64' |
| A            | 7  | Müller           |     |
| Substitutos: |    |                  |     |
| M            | 15 | Juninho Paulista | 64' |
| Treinador:   |    |                  |     |
| Telê Santana |    |                  |     |

Homem do Jogo:
- Toninho Cerezo  (São Paulo)

## Campeão
| Copa Europeia/Sul-Americana de 1993 |
| ----------------------------------- |
| São Paulo (2º título)               |